# 大学設置・学校法人審議会
大学設置・学校法人審議会（だいがくせっち・がっこうほうじんしんぎかい）は、文部科学省に置かれる審議会等の一つ。文部科学大臣からの諮問に応じ、公私立大学及び高等専門学校の設置等に関する事項、大学等を設置する学校法人に関する事項を調査審議する。
臨時教育審議会の答申を踏まえ、文部省に設置されていた大学設置審議会及び私立学校審議会を再編統合し、1987年（昭和62年）9月に大学設置・学校法人審議会及び大学審議会（後の中央教育審議会大学分科会）が設置された。
審議会には大学設置分科会と学校法人分科会が置かれる。大学設置分科会は学校教育法に基づき教育課程、教員組織、校地、校舎等について、「大学設置基準」等に適合しているかを審査し、学校法人分科会は私立学校法及び私立学校振興助成法に基づき財政計画、管理運営等について、「学校法人の寄附行為及び寄附行為変更の認可に関する審査基準」等に適合しているかを審査する。

## 組織
審議会は委員29名以内で組織される。委員は下記に掲げる者のうちから文部科学大臣によって任命され、任期は2年で再任可能。
- 大学又は高等専門学校の職員（次号に掲げる者を除く。）
- 私立大学若しくは私立高等専門学校の職員又はこれらを設置する学校法人の理事
- 学識経験のある者

### 委員名簿
（平成30年4月－令和2年3月）
大学設置分科会
委員名簿
学校法人分科会
委員名簿